# أيمن مورير
أيمن مورير (25 سبتمبر 2004) هو لاعب كرة قدم مغربي، يلعب في خط وسط مهاجم لنادي دونكيرك، مُعار من كليرمون. ولد في فرنسا، وهو لاعب دولي مع منتخب شباب المغرب.

## الحياة الشخصية
وُلِد أيمن مورير في كليرمون فيران في وسط فرنسا. يحمل الجنسيتين الفرنسية والمغربية.

## حياة مهنية
هو أحد خريجي أكاديمية الشباب في كليرمون فيران، وباريس سان جيرمان ، وبولون بيلانكور، والنجم الأحمر، قبل أن ينتقل إلى أكاديمية الشباب في كليرمون في عام 2019. وقع عقده الاحترافي الأول مع كليرمونت في 3 ديسمبر 2022. بدأ مشواره الاحترافي مع كليرمونت لاعباً أساسياً ضد موناكو في الدوري الفرنسي في 5 فبراير 2023، وبذلك كان أصغر لاعب محترف يظهر لأول مرة تاريخياً في سن 18 و4 أشهر.
في 28 ديسمبر 2023، انضم إلى نادي دونكيرك في دوري الدرجة الثانية الفرنسي على سبيل الإعارة لبقية الموسم.

## المسيرة الدولية
مثل منتخب المغرب تحت 18 سنة في دورة ألعاب البحر الأبيض المتوسط 2022، حينها حصل المنتخب على المركز الثالث.

## روابط خارجية
- أيمن مورير على موقع قاعدة بيانات كرة القدم.إي يو (الإنجليزية)
- أيمن مورير على موقع Soccerway.com (الإنجليزية)
- أيمن مورير على موقع 365scores (الإنجليزية)